# Océano Ártico
El océano Glacial Ártico o simplemente océano Ártico es la parte del océano mundial más pequeña y más septentrional del planeta. Se encuentra principalmente al norte del círculo polar ártico, ocupando el área entre Europa, Asia y América del Norte. Abarca unos 14 056 000 km² de extensión y sus profundidades oscilan entre los 2000 m y 4000 m en la región central, y los 100 m en la plataforma continental. Su profundidad media es de 1205 m.
Este océano limita con la parte norte del Atlántico, recibiendo grandes masas de agua a través del estrecho de Fram y el mar de Barents. Está limitado por el estrecho de Bering, entre Chukotka (Rusia) y Alaska (EE.UU.), que lo separa del Pacífico; por la costa septentrional de Alaska y Canadá. También limita con una porción del litoral boreal de Europa y con el de Asia.
Grandes masas de hielo protegen durante todo el año a este océano de las influencias atmosféricas. En su parte central pueden encontrarse casquetes de hielo de hasta cuatro metros de espesor. Las grandes capas de hielo suelen formarse por el deslizamiento de grandes paquetes de hielo uno sobre otro.
Las temperaturas en invierno suelen rondar los −50 °C debido a los fuertes vientos provenientes de Siberia (Rusia); mientras que en el verano apenas pueden superar el 0 °C; en tanto que en la plataforma continental pueden darse temperaturas de hasta 30 °C.

## Geografía

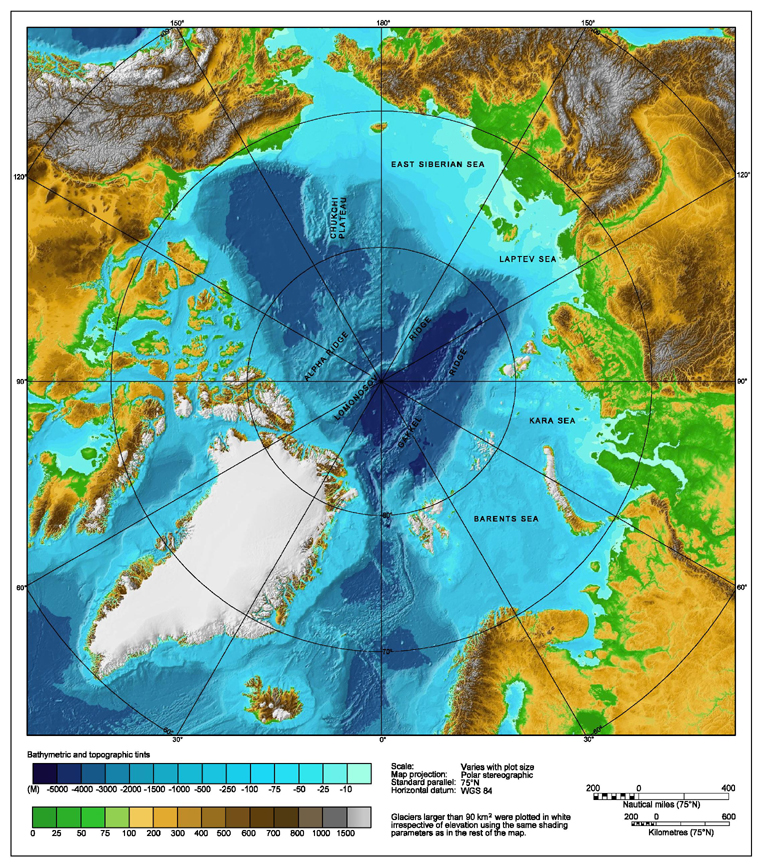
Océano Glacial Ártico.

El océano Glacial Ártico ocupa una cuenca aproximadamente circular y se extiende por una superficie de alrededor de 14 056 000 kilómetros cuadrados, casi el tamaño de Rusia. La costa tiene 45 389 kilómetros de largo. Está rodeado por las masas terrestres de Eurasia, América del Norte, Groenlandia y por varias islas. Generalmente se considera que incluye la bahía de Baffin, el mar de Barents, el mar de Beaufort, el mar de Chukotka, el mar de Siberia Oriental, el mar de Groenlandia, la bahía de Hudson, el estrecho de Hudson, el mar de Kara, el mar de Láptev, el mar Blanco y otros conjuntos hídricos. Se conecta con el océano Pacífico a través del estrecho de Bering y con el océano Atlántico a través del mar de Groenlandia y el mar de Labrador.

### Rasgos submarinos
Una dorsal oceánica, la dorsal de Lomonósov, separa la honda cuenca polar septentrional marino en dos cuencas oceánicas: la Euroasiática que tiene una profundidad de entre 4000 y 4500 metros, y la Asiático-americana (a veces llamada de Norteamérica o cuenca hiperbórea), de alrededor de 4000 metros de profundidad. La batimetría del fondo oceánico está marcado por dorsales de fallas, llanuras de la zona abisal, profundidades del océanos y cuencas. La profundidad media del océano Glacial Ártico es de 1038 metros. El punto más profundo está en la cuenca euroasiática, con 5450 metros.
Las dos grandes cuencas están subdivididas a su vez por dorsales en la cuenca canadiense (entre Alaska/Canadá y la dorsal Alpha), la cuenca de Makarov (entre las crestas Alpha y de Lomonósov), la cuenca del Fram (entre la dorsal de Lomonosov y la de Gakkel) y la cuenca de Nansen (cuenca de Amundsen) (entre la dorsal de Gakkel y la plataforma continental que incluye la Tierra de Francisco José).

## Historia

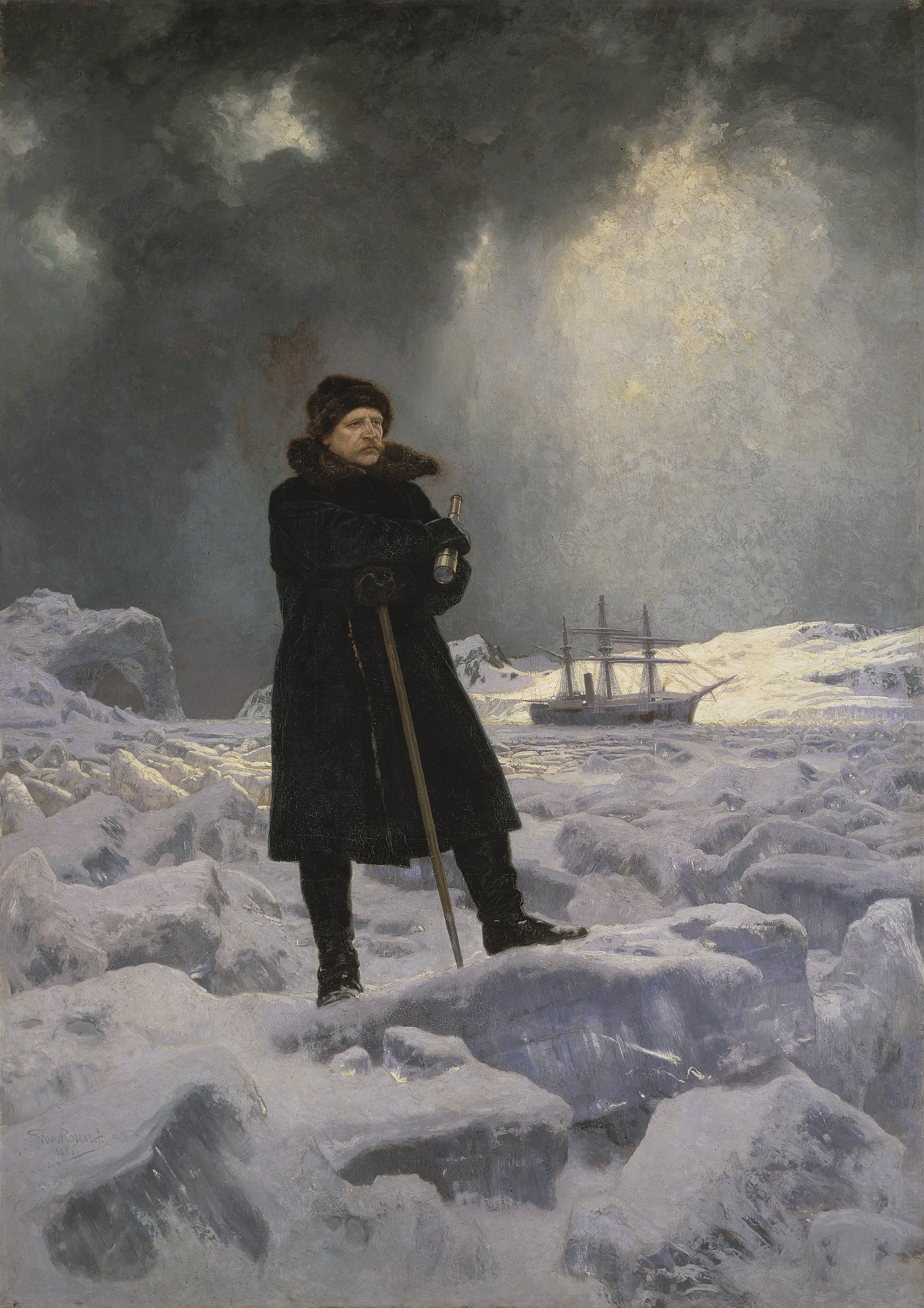
Óleo de Georg von Rosen representando al explorador sueco Adolf Erik Nordenskjöld en una expedición en el Ártico.

Según estudios realizados por especialistas de la Universidad de Oxford (Reino Unido) y del Instituto Real de los Países Bajos para la Investigación Marina, el océano Ártico gozaba, hace unos setenta millones de años, de temperaturas similares a las que hoy en día se encuentran en el mar Mediterráneo, con mediciones de unos 15 °C; y temperaturas de unos 20 °C hace unos veinte millones de años.
Llegaron a esta conclusión los investigadores después de estudiar materiales orgánicos encontrados en el lodo de islotes de hielo del océano Glacial Ártico. No se sabe aún por qué se daban estas temperaturas en aquellos tiempos, pero se cree en que el responsable puede haber sido el efecto invernadero derivado de una fuerte concentración de dióxido de carbono en la atmósfera (el problema de esta hipótesis es el extraordinariamente mínimo efecto invernadero del gas carbónico).

### Norteamérica
La ocupación humana en la región polar de América del Norte se remonta al menos a entre 17 000 y 50 000 años atrás, durante la glaciación de Wisconsin. En ese momento, la caída del nivel del mar permitió a las personas cruzar el puente terrestre de Bering que unía Siberia con Alaska, lo que condujo al poblamiento de América.
Los primeros grupos paleoesquimales incluyeron los Pre-Dorset (c. 3200-850 a. C.), la cultura Saqqaq de Groenlandia (2500-800  a. C.), las culturas Independencia I e Independencia II del noreste de Canadá y Groenlandia (c. 2400-1800 a. C. y c. 800-1 a. C.) y los Groswater de Labrador y Nunavik. La cultura Dorset se extendió por el Ártico de América del Norte entre el 500 a. C. y el 1500 d. C. Los Dorset fueron la última gran cultura paleoesquimal en el Ártico antes de la migración hacia el este desde la actual Alaska de los Thule, los antepasados de los inuit modernos.
La tradición Thule duró desde aproximadamente el 200 a. C. hasta el 1600 d. C., surgió alrededor del estrecho de Bering y más tarde abarcó casi toda la región ártica de Norteamérica. El pueblo Thule fue el antepasado de los inuit, que actualmente viven en Alaska, Territorios del Noroeste, Nunavut, el norte de Quebec, Labrador y Groenlandia.

### Europa
Durante gran parte de la historia europea, las regiones del polo norte permanecieron en gran parte inexploradas y su geografía era conjetural. Piteas de Massilia registró un relato de un viaje hacia el norte en el 325 a. C., a una tierra que llamó "Eschate Thule", donde el sol solo se ponía durante tres horas al día y el agua era reemplazada por una sustancia congelada "en la que no se puede caminar ni navegar". Probablemente estaba describiendo icebergs, mientras que "Thule" era probablemente Noruega, aunque también se han sugerido las islas Feroe o Shetland.

El mapa del Ártico de Emanuel Bowen de la década de 1780 representando un «Océano boreal».

## Clima
El Glacial Ártico está bajo un clima polar caracterizado por un frío persistente y rangos de temperatura anuales relativamente estrechos. Los inviernos se caracterizan por la noche polar, el frío extremo, las frecuentes inversiones de temperatura en niveles bajos y las condiciones climáticas estables. Los ciclones solo son comunes en el lado atlántico. Los veranos se caracterizan por la luz diurna continua (sol de medianoche) y la temperatura del aire puede elevarse ligeramente por encima de los 0 °C. Los ciclones son más frecuentes en verano y pueden traer lluvia o nieve. Presenta nubes durante todo el año, con una nubosidad media que oscila entre el 60 % en invierno y más del 80 % en verano.
La densidad del agua de mar, a diferencia del agua dulce, aumenta a medida que se acerca al punto de congelación y, por lo tanto, tiende a hundirse. En general, es necesario que los 100-150 m superiores de agua del océano se enfríen hasta el punto de congelación para que se forme hielo marino.

Descenso del hielo marino en el Ártico entre 1982-2007.

El clima de la región ártica ha variado significativamente durante la historia de la Tierra. Durante el máximo térmico del Paleoceno-Eoceno hace 55 millones de años, cuando el clima global experimentó un calentamiento de aproximadamente 5 a 8 °C, la región alcanzó una temperatura anual promedio de 10 a 20 °C. Las aguas superficiales del Océano Ártico más septentrional se calentaron, al menos estacionalmente, lo suficiente para sustentar formas de vida tropicales (los dinoflagelados Apectodinium augustum) que requieren de temperaturas de más de 22 °C. Actualmente, la región ártica se está calentando dos veces más rápido que el resto del planeta.

## Oceanografía
Debido a su relativo aislamiento de otros océanos, el Glacial Ártico tiene un sistema de flujo de agua singularmente complejo. Se asemeja a algunas características hidrológicas del mar Mediterráneo, refiriéndose a sus aguas profundas que tienen una comunicación limitada a través del estrecho de Fram con la cuenca atlántica, "donde la circulación está dominada por el forzamiento termohalino". El océano Ártico tiene un volumen total de 18,07 × 106 km³, equivalente a aproximadamente el 1,3 % del océano mundial. La circulación superficial media es predominantemente ciclónica en el lado euroasiático y anticiclónica en la cuenca canadiense.

### Corrientes

Distribución de las mayores masas de agua en el océano Ártico. El esquema esboza las diferentes masas de agua a lo largo de una sección vertical desde el estrecho de Bering sobre el polo norte geográfico hasta el estrecho de Fram. Como la estratificación es estable, las masas de agua más profundas son más densas que las capas superiores.

El agua ingresa desde los océanos Pacífico y Atlántico y se puede dividir en tres masas de agua únicas. La masa de agua más profunda se llama Agua del Fondo Ártico y comienza alrededor de los 900 m de profundidad. Está compuesto por el agua más densa del océano mundial y tiene dos fuentes principales: el agua de la plataforma ártica y las aguas profundas del mar de Groenlandia. El agua en la región de la plataforma que comienza cuando la afluencia del Pacífico pasa a través del estrecho estrecho de Bering a una tasa promedio de 0,8 Sverdrups y llega al mar de Chukotka. Durante el invierno, los vientos fríos de Alaska soplan sobre el mar de Chukotka, congelando el agua de la superficie y empujando este hielo recién formado hacia el Pacífico. La velocidad del desplazamiento del hielo es de aproximadamente 1 a 4 cm/s. Este proceso deja aguas densas y saladas en el mar que se hunden sobre la plataforma continental en el océano Ártico occidental y crean una haloclina.
Esta agua se encuentra con el agua profunda del mar de Groenlandia, que se forma durante el paso de las tormentas invernales. A medida que las temperaturas se enfrían drásticamente en el invierno, se forma hielo y la convección vertical intensa permite que el agua se vuelva lo suficientemente densa como para hundirse debajo del agua salina cálida que se encuentra debajo. El agua del fondo del Ártico es de importancia crítica debido a su flujo de salida, que contribuye a la formación de las aguas profundas del Atlántico. El vuelco de esta agua juega un papel clave en la circulación global y la moderación del clima.
En el rango de profundidad de 150 a 900 m hay una masa de agua denominada agua del Atlántico. La afluencia de la corriente del Atlántico norte entra a través del estrecho de Fram, enfriándose y hundiéndose para formar la capa más profunda de la haloclina, donde rodea la cuenca ártica en sentido contrario a las agujas del reloj. Esta es la afluencia volumétrica más alta al Océano Ártico, que equivale aproximadamente a 10 veces la afluencia del Pacífico, y crea la Corriente Límite del Océano Ártico. Fluye lentamente, a unos 0,02 m/s. El agua del Atlántico tiene la misma salinidad que el agua del fondo del Ártico, pero es mucho más cálida (hasta 31 °C). De hecho, esta masa de agua es en realidad más cálida que el agua superficial y permanece sumergida solo debido al papel de la salinidad en la densidad. Cuando el agua llega a la cuenca, los fuertes vientos la empujan hacia una gran corriente circular llamada Giro oceánico de Beaufort. El agua en Beaufort es mucho menos salina que la del mar de Chukotka debido a la afluencia de grandes ríos canadienses y siberianos.
La masa de agua final definida en el océano Ártico se llama agua de superficie ártica y se encuentra en el rango de profundidad de 150 a 200 m. La característica más importante de esta masa de agua es una sección denominada capa subterránea. Es un producto del agua del Atlántico que ingresa a través de cañones y se somete a una intensa mezcla en la plataforma siberiana. A medida que se arrastra, se enfría y actúa como escudo térmico para la capa superficial. Este aislamiento evita que el agua cálida del Atlántico derrita el hielo de la superficie. Además, esta agua forma las corrientes más rápidas del Ártico, con una velocidad de alrededor de 0,3 a 0,6 m/s. Complementando el agua de los cañones, también contribuye a esta masa de agua algo de agua del Pacífico que no se hunde hasta la región de la plataforma después de pasar por el estrecho de Bering.
Las aguas que se originan en el Pacífico y el Atlántico salen por el estrecho de Fram entre Groenlandia y la isla de Svalbard, que tiene aproximadamente 2700 m de profundidad y 350 km de ancho. Esta salida es de aproximadamente 9 Sv. El ancho del estrecho de Fram es lo que permite tanto la entrada como la salida en el lado atlántico del Océano Ártico. Debido a esto, está influenciado por la fuerza de Coriolis, que concentra el flujo de salida a la Corriente de Groenlandia Oriental en el lado occidental y el flujo de entrada a la Corriente de Noruega en el lado oriental. El agua del Pacífico también sale a lo largo de la costa occidental de Groenlandia y el estrecho de Hudson (a 1-2 Sv), proporcionando nutrientes al archipiélago canadiense.

### Influencia de las masas de hielo
Como se señaló, el proceso de formación y movimiento del hielo es un factor clave en la circulación del océano Ártico y la formación de masas de agua; con esta dependencia, dicho océano experimenta variaciones debido a los cambios estacionales en la capa de hielo marino. El movimiento del hielo marino es el resultado de la fuerza del viento, que está relacionado con una serie de condiciones meteorológicas que experimenta el Ártico durante todo el año. Por ejemplo, el anticiclón de Beaufort, una extensión del sistema del anticiclón de Siberia, es un sistema de presión que impulsa el movimiento anticiclónico del del Giro de Beaufort. Durante el verano, esta zona de alta presión se acerca más a sus lados siberiano y canadiense. Además, hay una cresta de presión a nivel del mar sobre Groenlandia que impulsa fuertes vientos del norte a través del estrecho de Fram, lo que facilita la exportación de hielo. En el verano, el contraste de la presión es menor, produciendo vientos más débiles. Un último ejemplo de movimiento del sistema de presión estacional es el sistema de baja presión que existe sobre los mares nórdico y de Barents. Es una extensión de la depresión de Islandia, que crea una circulación oceánica ciclónica en esta área. La depresión se desplaza hacia el centro sobre el Polo Norte en el verano. Todas estas variaciones en el Ártico contribuyen a que la deriva del hielo alcance su punto más débil durante los meses de verano. También hay evidencia de que la deriva está asociada con la fase de Oscilación Ártica y Oscilación Multidecadal Atlántica.

## Biología

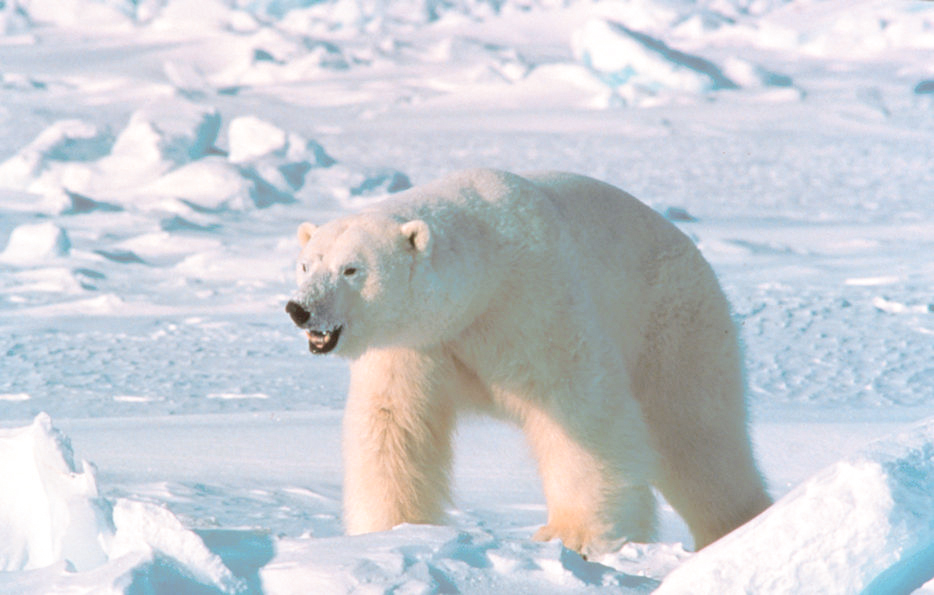
Oso polar.

Existen unas cuatrocientas especies animales en esta zona. De ellas, la más conocida es el oso polar, el mayor carnívoro del lugar. Llega a tener un peso de 800 kg y se alimenta de focas y peces, aunque si no logra atraparlos puede reemplazarlos momentáneamente por musgos y líquenes.
Seis especies de focas habitan este lugar, aunque su número ha ido decreciendo desde el siglo XIX debido a su depredador natural, el oso polar, y a la caza indiscriminada a que fue sometida por el hombre debido a lo preciado de su piel y su grasa. Otro poblador típico de la zona es la ballena, igualmente amenazada y que, actualmente, se halla protegida de la captura indiscriminada.
Debido a la pronunciada estacionalidad de 2 a 6 meses de sol de medianoche y noche polar en el Glacial Ártico, la producción primaria de organismos fotosintetizadores como las algas heladas y el fitoplancton se limita a los meses de primavera y verano. Los consumidores importantes de los autótrofos en el océano Ártico central y los mares de la plataforma adyacente incluyen el zooplancton, especialmente los copépodos (Calanus finmarchicus, Calanus glacialis y Calanus hyperboreus) y los eufáusidos, así como la fauna asociada al hielo (como los anfípodos). Estos forman un vínculo importante entre los productores primarios y los niveles tróficos superiores. La composición de los niveles tróficos más altos en el océano Ártico varía según la región (lado del Atlántico frente al lado del Pacífico) y con la capa de hielo marino. Los consumidores secundarios del mar de Barents, un mar de la plataforma ártica de influencia atlántica, son principalmente especies subárticas, como el arenque, el bacalao y el capelán. En las regiones cubiertas de hielo del Océano Ártico central, el bacalao polar es un depredador de los consumidores primarios.

## Situación medioambiental

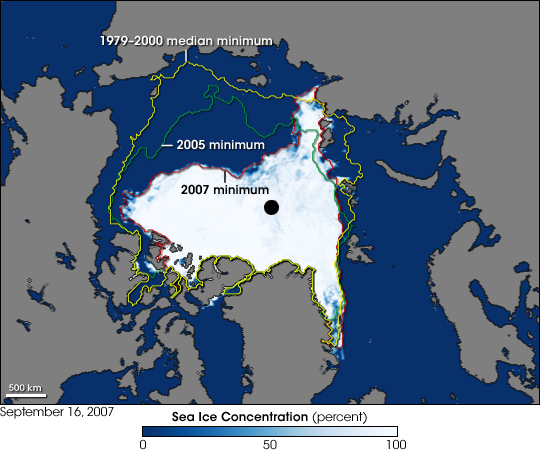
Cubierta media del mar en el océano Ártico en 2005 y 2007.

La banquisa polar está adelgazando, y en muchos años habrá un agujero estacional en la capa de ozono.
La reducción de la superficie de hielo en el océano Ártico reduce el albedo medio del planeta, lo que posiblemente dé como resultado el calentamiento global en un mecanismo de retroalimentación positiva. La investigación muestra que el Ártico puede quedar libre de hielo por primera vez en la historia de la Humanidad entre el año 2013 y 2040. Muchos científicos están actualmente preocupados por el calentamiento de las temperaturas en el Ártico, porque podrían causar que grandes cantidades de agua fresca derretida entrase en el Atlántico norte, posiblemente perturbando los patrones de corrientes oceánicas globales. Potencialmente pueden ocurrir después drásticos cambios en el clima de la Tierra.
Los investigadores predicen que, en no más de cincuenta años, el océano Ártico será perfectamente navegable durante el verano. Es que el hielo que cubre esta masa oceánica se está haciendo cada vez más delgado, debido a que el tiempo de duración de altas temperaturas es cada vez mayor. Durante los pasados años se ha observado la fusión de la capa de hielos y, en agosto de 2004, científicos estadounidenses que navegaban en un buque y ruso, denunciaron la existencia de una laguna en el Polo Norte, que no pudo ser confirmada por imágenes satelitales, pero que en modo alguno sorprendió a la comunidad científica, quienes vienen alertando sobre el peligro del calentamiento global.
Se sabe, pues, que el espesor de la capa de hielos del océano Ártico ha disminuido un 40 % durante los pasados cincuenta años y los resultados indican que si esto continúa, la fusión de los hielos será más rápida cada vez, culminando con la desaparición de estos durante el verano, con serias consecuencias para el equilibrio ecológico de la zona y para el hábitat de ciertas especies, como el oso polar que necesita de esas capas de hielo para sobrevivir y cazar sus alimentos.
Otras preocupaciones medioambientales se refieren a la contaminación radiactiva del océano Ártico por, por ejemplo, los residuos radiactivos rusos en el mar de Kara y pruebas nucleares realizadas durante la época de la Guerra fría en lugares como Nueva Zembla.

## Recursos naturales

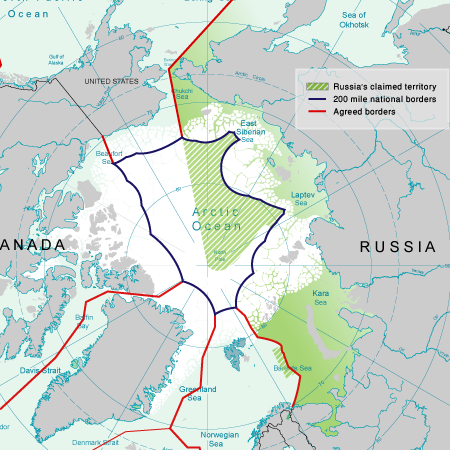
En rojo: fronteras reconocidas; en azul: límites de zonas económicas exclusivas (200 millas); en verde discontinuo: reclamo territorial de Rusia.
Nota: No se muestran reclamos territoriales de otros países.

El deshielo del Ártico abre nuevas posibilidades para explotar sus recursos naturales. En el lecho marino del Ártico se encuentra el 25 por ciento de las reservas mundiales de petróleo y gas natural. También el estaño, manganeso, oro, níquel, plomo y platino están presentes en cantidades importantes. Por ello y sumado a la importancia geoestratégica, el 2 de agosto de 2007 dos batiscafos rusos «Mir» realizaron una inmersión en el océano Glacial Ártico, en el Polo Norte, e instalaron en el fondo una bandera rusa, así como una cápsula con mensaje para generaciones venideras. Los Mir recogieron pruebas para demostrar que las cordilleras subacuáticas Lomonósov y Mendeléiev son la extensión natural de la plataforma continental de Rusia, hipótesis que, de ser confirmada, permitiría a Rusia reivindicar en el futuro derechos exclusivos sobre la explotación de los recursos minerales en esta zona.

## Riesgos naturales
Ocasionalmente se disgregan islas de hielo de la parte norte de la isla Ellesmere, y se forman icebergs a partir de los glaciares de la costa occidental de Groenlandia y el extremo noreste de Canadá. El permafrost se encuentra en la mayor parte de las islas. El océano está virtualmente cerrado por el hielo desde octubre hasta junio, y los barcos que lo naveguen están amenazados con quedar cubiertos de hielo desde octubre hasta mayo. Antes de que llegaran los modernos rompehielos, los barcos que zarpaban al océano Glacial Ártico se arriesgaban a quedar atrapados o aplastados por los témpanos de hielo (aunque el SS Baychimo vagó por el océano Ártico desatendido durante décadas a pesar de estos riesgos).